# Mineur (cráter)
Mineur es un cráter de impacto que se encuentra justo al noreste del prominente cráter Jackson en la cara oculta de la Luna. Jackson se encuentra en el centro de un amplio sistema de marcas radiales que cubre Mineur. El cráter más cercano es Cockcroft, situado al norte.
|  |

Se trata de una formación fuertemente erosionada, con un borde desgastado que contrasta con las características bien definidas de Jackson. La parte norte del borde, en particular, ha sido fuertemente dañada por múltiples impactos solapados. El suelo interior de Mineur carece relativamente de rasgos significativos.

## Cráteres satélite
Por convención estos elementos son identificados en los mapas lunares poniendo la letra en el lado del punto medio del cráter que está más cercano a Mineur.
|        | \| Mineur \| Coordenadas \| Diámetro \| \| ------ \| ------------------------------- \| -------- \| \| D \| 25°54′N 159°12′O / 25.9, -159.2 \| 20 km \| \| V \| 26°12′N 163°06′O / 26.2, -163.1 \| 26 km \| \| X \| 27°06′N 162°42′O / 27.1, -162.7 \| 31 km \| |          |
| Mineur | Coordenadas | Diámetro |
| D      | 25°54′N 159°12′O / 25.9, -159.2 | 20 km    |
| V      | 26°12′N 163°06′O / 26.2, -163.1 | 26 km    |
| X      | 27°06′N 162°42′O / 27.1, -162.7 | 31 km    |